# Barbentane
 (janvier 2010).
Si vous disposez d'ouvrages ou d'articles de référence ou si vous connaissez des sites web de qualité traitant du thème abordé ici, merci de compléter l'article en donnant les références utiles à sa vérifiabilité et en les liant à la section « Notes et références ».
Barbentane est une commune française située dans le département des Bouches-du-Rhône, en région Provence-Alpes-Côte d'Azur.
Ses habitants sont appelés les Barbentanais.

## Géographie

### Localisation
Géographiquement, Barbentane est située sur la rive sud de la Durance et à quelques kilomètres à l'est du Rhône.
Les communes les plus proches sont Rognonas, Saint-Pierre-de-Mézoargues, Boulbon et Graveson, dans les Bouches-du-Rhône, Aramon, Vallabrègues, dans le Gard, et Avignon, dans le Vaucluse. À proximité d'un plateau rocheux, la commune s'étend sur quelques kilomètres en une zone basse plate et des basses collines sur lesquelles les maisons sont situées.

### Géologie
D'un point de vue géologique, deux parties composent sa surface :
- au nord et à l'est, face au village actuel, la grande plaine qui date du quaternaire récent. Elle est constituée par les alluvions modernes du Rhône et de la Durance. La nappe phréatique est située à un mètre de profondeur d'une terre très riche et intensément cultivée qui ne comporte ni galet, ni gravier ;
- à l'ouest et au sud, le massif de la Montagnette est formé par deux soulèvements. Le premier datant du Néocomien (-70 millions d’années), l'autre du Miocène (de 10 millions d’années environ).

Le point culminant se situe dans la Montagnette et jette son summum à 167 mètres. Barbentane occupe une superficie de 2 713 hectares, dont la moitié environ pour la Montagnette. Le massif total de la Montagnette couvre 6 000 hectares. C'est dans ces collines, largement cultivées aux siècles passés et maintenant intensément boisées, que poussent les champignons dit « rosés de Barbentane ».
Barbentane compte actuellement 4 236 habitants, assez diversement éparpillés entre la plaine et le village ; seule la Montagnette échappe à l'urbanisation malgré quelques essais sauvages.

### Climat
Pour des articles plus généraux, voir Climat de Provence-Alpes-Côte d'Azur et Climat des Bouches-du-Rhône.
En 2010, le climat de la commune est de type climat méditerranéen franc, selon une étude du Centre national de la recherche scientifique s'appuyant sur une série de données couvrant la période 1971-2000. En 2020, Météo-France publie une typologie des climats de la France métropolitaine dans laquelle la commune est exposée à un climat méditerranéen et est dans la région climatique  Provence, Languedoc-Roussillon, caractérisée par une pluviométrie faible en été, un très bon ensoleillement (2 600 h/an), un été chaud (21,5 °C), un air très sec en été, sec en toutes saisons, des vents forts (fréquence de 40 à 50 % de vents > 5 m/s) et peu de brouillards. 
Pour la période 1971-2000, la température annuelle moyenne est de 14 °C, avec une amplitude thermique annuelle de 17,7 °C. Le cumul annuel moyen de précipitations est de 703 mm, avec 5,6 jours de précipitations en janvier et 2,6 jours en juillet. Pour la période 1991-2020, la température moyenne annuelle observée sur la station météorologique de Météo-France la plus proche, « Avignon », sur la commune d'Avignon à 7 km à vol d'oiseau, est de 15,0 °C et le cumul annuel moyen de précipitations est de 648,8 mm. 
La température maximale relevée sur cette station est de 42,8 °C, atteinte le 28 juin 2019 ; la température minimale est de −9,9 °C, atteinte le 2 mars 2005,,. 
Les paramètres climatiques de la commune ont été estimés pour le milieu du siècle (2041-2070) selon différents scénarios d'émission de gaz à effet de serre à partir des nouvelles projections climatiques de référence DRIAS-2020. Ils sont consultables sur un site dédié publié par Météo-France en novembre 2022.

## Urbanisme

### Typologie
Au 1er janvier 2024, Barbentane est catégorisée bourg rural, selon la nouvelle grille communale de densité à 7 niveaux définie par l'Insee en 2022.
Elle appartient à l'unité urbaine d'Avignon, une agglomération inter-régionale dont elle est une commune de la banlieue,. Par ailleurs la commune fait partie de l'aire d'attraction d'Avignon, dont elle est une commune de la couronne,. Cette aire, qui regroupe 48 communes, est catégorisée dans les aires de 200 000 à moins de 700 000 habitants,.

### Occupation des sols

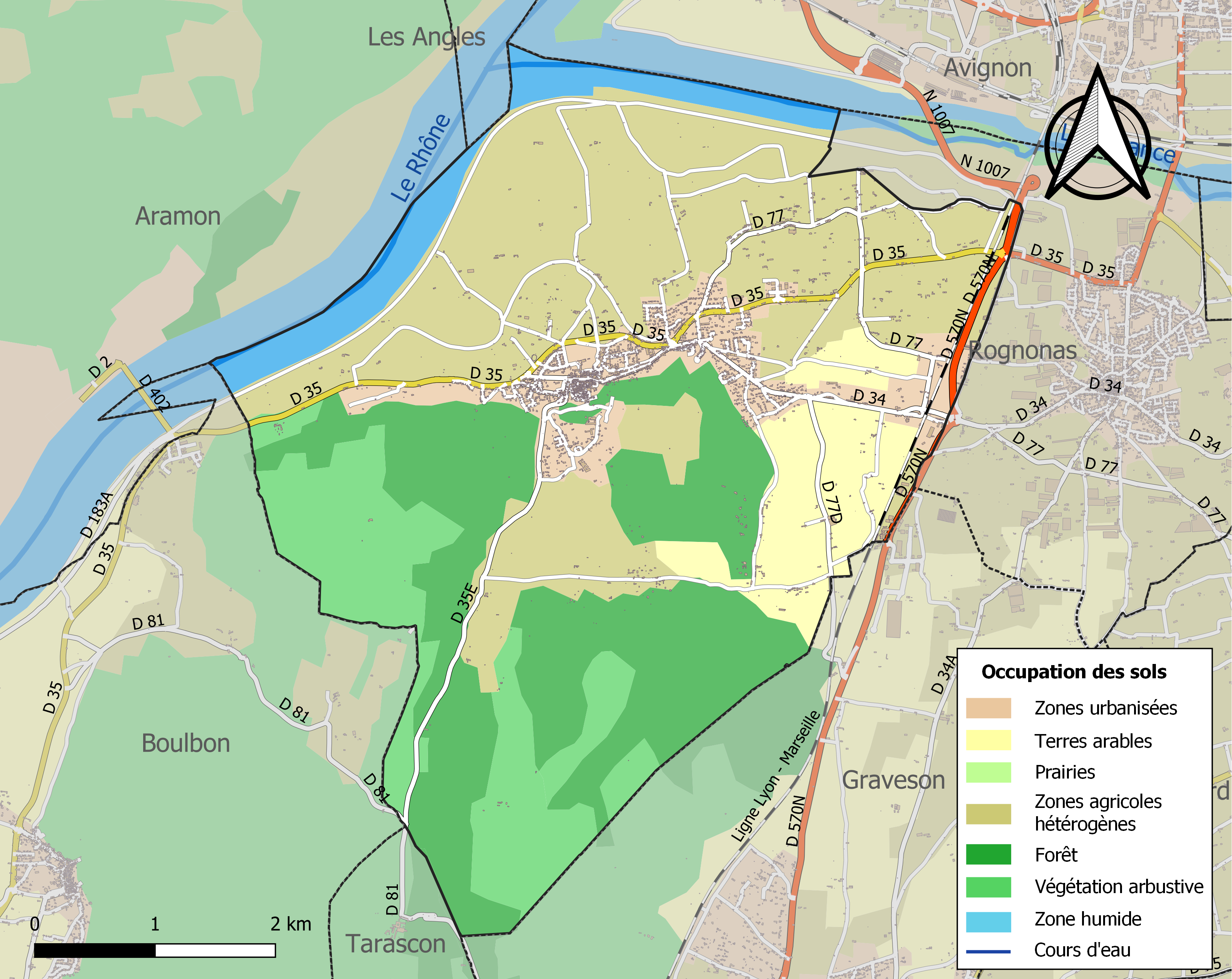
Carte des infrastructures et de l'occupation des sols de la commune en 2018 (CLC).

L'occupation des sols de la commune, telle qu'elle ressort de la base de données européenne d’occupation biophysique des sols Corine Land Cover (CLC), est marquée par l'importance des territoires agricoles (46,3 % en 2018), en diminution par rapport à 1990 (49,6 %). La répartition détaillée en 2018 est la suivante : 
zones agricoles hétérogènes (38,1 %), forêts (25,6 %), milieux à végétation arbustive et/ou herbacée (13,2 %), zones urbanisées (9,1 %), cultures permanentes (8,3 %), eaux continentales (5,8 %). L'évolution de l’occupation des sols de la commune et de ses infrastructures peut être observée sur les différentes représentations cartographiques du territoire : la carte de Cassini (XVIIIe siècle), la carte d'état-major (1820-1866) et les cartes ou photos aériennes de l'IGN pour la période actuelle (1950 à aujourd'hui).

### Voies de communication et transports
La ville a possédé une gare de 1887 jusque dans les années 1960.
Voir aussi : Gare de Barbentane-Rognonas
La commune est limitrophe d'Avignon, à proximité d'un échangeur avec l'A7 (Noves - pont de Bompas). Situé sur la D 35 qui longe le Rhône en direction de Beaucaire et Tarascon et le traverse par la D 402 (direction Aramon), ainsi que la N 570 qui se dirige vers Avignon.

## Toponymie
Barbentana selon la norme classique et Barbentano selon la norme mistralienne.

## Histoire

### Préhistoire et Antiquité
À l'origine, trois sites distincts d'habitation se trouvaient sur le territoire. Le plus ancien est Fretta, qui a disparu vers le VIe siècle, mais dont le nom a perduré sous la forme de Frigolet. Les deux autres sites, Bellinto et Barbentane, sont beaucoup mieux connus.
Aux abords du site de Fretta, des fouilles faites en 1957 ont permis de découvrir dans un puits funéraire un os humain de chasséen (pariétal droit, Ve millénaire av. J.-C.) au milieu de divers silex et ossements d'animaux (près du quartier des Carrières).
Les Ligures sont le plus ancien peuple dont on a conservé le nom. Au fil du temps, ils s'associent avec les Celtes, qui donnent les Celto-Ligures. C'est de ces Celto-Ligures que vient le nom de Bellinto (Bel signifiant « bac » et linto « barque à fond plat ») à l'endroit où un bac permettait de franchir la Durance.
Ce nom de Bellinto est écrit pour la première fois en 333 sur l'itinéraire de Bordeaux à Jérusalem. Mais bien avant cette date, Bellinto existait déjà et il est probable que le plus illustre de ses occupants de cette période fut Marius. Ce général romain avait établi son camp dans la Montagnette avant d'aller écraser les Cimbres et les Teutons dans la plaine de Pourrières (près d’Aix-en-Provence) en 102 avant Jésus-Christ.
Vient ensuite l'époque de la Pax Romana, qui dure quatre siècles, et dont il reste de nombreux vestiges (sarcophages, fondations dans le haut du village, etc.).

### Moyen Âge

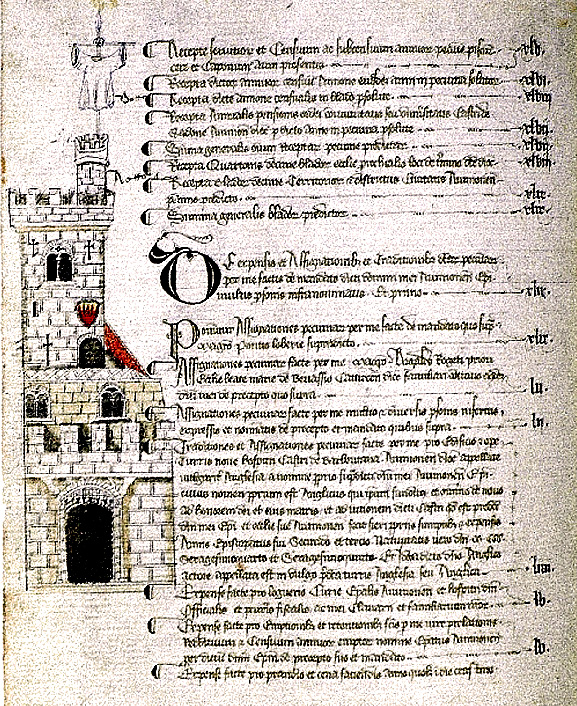
Dessin et descriptif de la Tour Anglica, construite au XIVe siècle à Barbentane sur ordre du cardinal Anglic de Grimoard, frère d'Urbain V, Archives départementales de Vaucluse.

À ce temps de paix succède celui des invasions. Les Alamans, les Vandales, les Wisigoths, les Burgondes, les Ostrogoths, les Francs, les Lombards, Normands et les Sarrasins se succèdent.
C'est à partir du IXe siècle que l'on trouve les premières traces écrites de Barbentane. Malgré son apparition tardive, ce nom très ancien signale probablement une source au pied d'une barre rocheuse. Déjà chez les Ligures, la syllabe ar désigne l'eau et tan, la falaise ; de plus les préfixes barva ou borvo sont très répandus dans toute l'Europe. L'étymologie de Barbentane serait donc à rapprocher des villes thermales telles que La Bourboule, Barbotan-les-Thermes, etc.
Jusqu'à la fin du XIXe siècle, l'orthographe était Barbantane, avec un "a" ; aujourd'hui on écrit Barbentane avec un "e".
1133 signale le premier seigneur connu, Guillaume de Barbentane, dont le descendant direct, le marquis Henri de Puget de Cabassole du Réal de Barbentane, est toujours barbentanais. Ce Guillaume habitait la maison des Chevaliers qui fut terminée en 1178. Terre frontalière, Barbentane est alternativement fief du royaume de France et du Saint-Empire romain germanique. Elle en profite également car c'est un lieu de passage : un bac permettant de traverser la Durance est attesté en 1178. Il fusionne avec celui de Rognonas vers 1450.
La papauté, en s'installant à Avignon au XIVe, permet de clarifier la situation. Outre tous les avantages qu'ils peuvent tirer de la situation, allègement ou exemption pure et simple des charges et des taxes, ils bénéficient d'un embellissement architectural du village. Fortifications rehaussées, agrandissement de l'église datant de la même époque que la maison des Chevaliers, construction de la tour Anglica en 1364-1365. Cette tour, du nom de l'évêque Anglic de Grimoard, qui n'était autre que le frère du pape Urbain V, fut érigée pour la modique somme de 4 000 florins[réf. nécessaire].

### Révolution française
Lors de la Révolution française, le curé de Barbentane, qui était jureur, fut jeté pieds et poings liés dans la Durance lors de la Terreur blanche de 1795.
De la Révolution datent de solides traditions politiques familiales, qui sont républicaines ou monarchistes conservatrices. Ce n'est que depuis la fin des guerres coloniales que les Barbentanais peuvent s'exprimer politiquement à titre individuel sans pour cela se faire bannir de leur famille[réf. nécessaire].

## Politique et administration

### Liste des maires
| Période                                  | Période               | Identité               | Étiquette               | Qualité                                                                  |
| ---------------------------------------- | --------------------- | ---------------------- | ----------------------- | ------------------------------------------------------------------------ |
| 1885                                     | 1917                  | Pierre Terray          | Monarchiste puis Rallié | Conseiller général du canton de Châteaurenard (1889 → 1901)              |
| Les données manquantes sont à compléter. |                       |                        |                         |                                                                          |
| 1945                                     | 1953                  | Arnold de Waresquiel   | DVD                     | Propriétaire Conseiller général du canton de Châteaurenard (1951 → 1958) |
| 1953                                     |                       | Jean-Marie Bruyère     |                         |                                                                          |
|                                          | 1971                  | Joseph Chaix           |                         | Banquier, fondateur de la Banque Chaix                                   |
| 1971                                     | 1983                  | Pierre Sarrasin        |                         |                                                                          |
| 1983                                     | 1989                  | André Frin             |                         |                                                                          |
| 1989                                     | 1995                  | M. Y. Montlahuc        |                         |                                                                          |
| 1995                                     | mars 2001             | Hubert Ginoux          |                         |                                                                          |
| mars 2001                                | mars 2018 (démission) | Jean-Louis Ichartel    | DVD                     | Retraité de l'enseignement Démissionnaire pour raison de santé           |
| 17 mars 2018                             | en cours              | Jean-Christophe Daudet | DVG                     | 5e vice-président de Terre de Provence Agglomération (2018 → )           |
| Les données manquantes sont à compléter. |                       |                        |                         |                                                                          |

### Jumelages
Barbentane est jumelée avec  Saillon (Suisse).

## Population et société

### Démographie
L'évolution du nombre d'habitants est connue à travers les recensements de la population effectués dans la commune depuis 1793. Pour les communes de moins de 10 000 habitants, une enquête de recensement portant sur toute la population est réalisée tous les cinq ans, les populations de référence des années intermédiaires étant quant à elles estimées par interpolation ou extrapolation. Pour la commune, le premier recensement exhaustif entrant dans le cadre du nouveau dispositif a été réalisé en 2005.

En 2022, la commune comptait 4 262 habitants, en évolution de +3,27 % par rapport à 2016 (Bouches-du-Rhône : +2,48 %, France hors Mayotte : +2,11 %).
| 1793  | 1800  | 1806  | 1821  | 1831  | 1836  | 1841  | 1846  | 1851  |
| ----- | ----- | ----- | ----- | ----- | ----- | ----- | ----- | ----- |
| 2 309 | 2 005 | 2 212 | 2 475 | 2 700 | 2 926 | 2 955 | 3 053 | 3 051 |

| 1856  | 1861  | 1866  | 1872  | 1876  | 1881  | 1886  | 1891  | 1896  |
| ----- | ----- | ----- | ----- | ----- | ----- | ----- | ----- | ----- |
| 3 210 | 3 132 | 3 213 | 3 148 | 2 947 | 2 851 | 2 884 | 2 797 | 2 787 |

| 1901  | 1906  | 1911  | 1921  | 1926  | 1931  | 1936  | 1946  | 1954  |
| ----- | ----- | ----- | ----- | ----- | ----- | ----- | ----- | ----- |
| 2 681 | 2 619 | 2 607 | 2 404 | 2 511 | 2 581 | 2 432 | 2 425 | 2 427 |

| 1962  | 1968  | 1975  | 1982  | 1990  | 1999  | 2005  | 2006  | 2010  |
| ----- | ----- | ----- | ----- | ----- | ----- | ----- | ----- | ----- |
| 2 616 | 2 795 | 2 864 | 3 201 | 3 273 | 3 643 | 3 660 | 3 711 | 3 791 |

| 2015  | 2020  | 2022  | - | - | - | - | - | - |
| ----- | ----- | ----- | - | - | - | - | - | - |
| 4 123 | 4 228 | 4 262 | - | - | - | - | - | - |

### Distinctions culturelles
Barbentane fait partie des communes ayant reçu l’étoile verte espérantiste, distinction remise aux maires de communes recensant des locuteurs de la langue construite espéranto.

### Personnalités liées à la commune
- Franz Priking (1929-1979), artiste peintre, a vécu à Barbentane de 1952 à 1958. C'est à Barbentane qu'il a commencé à isoler les objets représentés sur la toile par de larges cernes noirs qui personnaliseront durablement son œuvre[21].

### Héraldique
|  | Les armoiries de Barbentane se blasonnent : De gueules à une tour d'argent maçonnée de sable, parti d'azur à une salamandre d'or, la tête couronnée et grimpante contre un F de même tourné à dextre. La commune utilise (à droite) une version différente du blason où la salamandre, dépourvue de patience (flammes) et le F sont d'argent. Ce blason remonte à la première moitié du XVIe siècle. Le F est l'initiale du roi François Ier et la salamandre son emblème personnel. | Blason utilisé par la commune. |

| Armes de Barbentane anciennes | Armes anciennes : De gueules à une tour d'argent maçonnée de sable. |

## Économie
(janvier 2010).
Si vous disposez d'ouvrages ou d'articles de référence ou si vous connaissez des sites web de qualité traitant du thème abordé ici, merci de compléter l'article en donnant les références utiles à sa vérifiabilité et en les liant à la section « Notes et références ».
Les deux grands pôles économiques de Barbentane furent, dès l'origine, l'agriculture et les carrières de pierres.
Sa grande plaine alluvionnaire permet une agriculture intense et de grande qualité, essentiellement basée, aux temps historiques, sur une culture autarcique (blé, fèves, etc.). Puis vient l’époque de la culture de la garance, première vraie culture industrielle. Il faut 1 000 Barbentanais et 600 travailleurs immigrés pour récolter cette plante. Sa culture est de courte durée et s’effondre en quelques années à l’apparition des colorants chimiques. Toutefois, la construction de la ligne impériale de chemin de fer reliant Paris à Marseille via Lyon (le PLM) dans les années 1840 permet de remplacer la garance par les « primeurs ». En effet, les terres ayant été aplanies et irriguées, il ne reste plus qu’à planter des cyprès pour se protéger du mistral et se lancer dans la culture de ces nouveautés. L’ensoleillement méditerranéen conjugué à la présence d'une eau à très faible profondeur et en quantité abondante, et l’irrigation avec l’eau du canal des Alpines, ont fait naître une agriculture variée de fruits (pommes, poires, pêches, etc.) et de légumes (haricots, aubergines, tomates, courgettes, etc.). La gare ferroviaire de Barbentane, point de jonction avec la ligne de chemin de fer venant de Plan-d'Orgon (Bouches-du-Rhône), est pendant assez longtemps la première gare primeurs de France. Les agriculteurs, en pratiquant un assolement triennal, continuent leur activité l'hiver avec la cueillette des olives et des amandes dans la Montagnette, et la culture des salades, des choux et des épinards dans la plaine.
Une variété d'aubergine porte le nom d'« aubergine longue et violette dite de Barbentane » ; une variété de figue rustique mais succulente est dite « noire de Barbentane » ; il existe aussi une rose, de couleur rouge cerise, qui porte le nom de « comtesse de Barbentane ».
L'éperon rocheux sur lequel est juché le village est exploité par les carriers depuis longtemps. La pierre de Barbentane a été utilisée par la construction du village et des éléments architecturaux d'Avignon et des villages environnants.
Les immenses vides laissés par cette extraction au sein du village même, ont été économiquement utilisés par les habitants. Barbentane possède donc deux quartiers presque exclusivement troglodytes encore entièrement habités de nos jours.
Ces deux activités économiques sont grandes utilisatrices de main-d'œuvre et, à celle d'autochtones, s'est ajoutée une forte immigration latine (Italie, Espagne) depuis des temps très anciens et a perduré jusqu'aux années 1960. Depuis cette époque, l'immigration est essentiellement d'origine maghrébine.
L'intégration sociale de tous ces étrangers est assez notable pour être relatée. Lors de leur arrivée, les nouveaux venus s’installent au plus haut du village dans le quartier le plus ancien (datant du Bas Moyen Âge) aux habitats des plus rustiques. Au fur et à mesure de leur intégration, ils descendent vers les habitations techniquement plus modernes, situées dans la plaine. Au passage, ils entretiennent et rénovent constamment cette partie du village. Actuellement[Quand ?], ce sont des nouveaux immigrés venus de France métropolitaine (Paris, Nord de la France, etc.), qui arrivent.
Aujourd'hui, les carrières de pierre ont complètement disparu et l'agriculture a perdu de sa primauté dans l'activité principale du village. La culture provençale, elle, reste bien vivante.
Comme ailleurs, il était d’usage courant de donner des surnoms (lieu de résidence, métier, action remarquable, etc.) pour différencier les gens qui avaient souvent le même nom de famille. Les Barbentanais étaient surnommés Li Broument, mot provençal signifiant « beaucoup » et utilisé seulement à Barbentane.
Barbentane possède sa spécialité culinaire, « les Tirettes ». Faites en pâte spéciale, elles se dégustent au déjeuner des dimanches et des jours de fêtes.

## Culture locale et patrimoine

### Lieux et monuments

#### Paysage
La Montagnette est le nom d'une colline de l’ère secondaire (néocomien, soit 70 millions d’années), d'une superficie d'environ 6 000 hectares, dont les 2/3 sont couverts de pins d’Alep. Un quart environ est sur la commune de Barbentane mais c’est sur la commune de Boulbon que se trouve son point culminant qui jette son sommet à 167 mètres d'altitude au « mont de Raous » à environ 800 mètres à l’ouest de l'abbaye Saint-Michel de Frigolet. Sur sa partie est, dans la commune de Graveson, au ras de la ligne de chemin de fer, se trouve l’oppidum de la Roque, qui date du VIe siècle av. J.-C. Au pied de cet éperon rocheux on a retrouvé récemment de nombreuses traces d’occupations anciennes ainsi qu’un cimetière longuement utilisé.
Face au nord-ouest, on peut entrevoir le miroitement du Rhône à travers les allées de cyprès. Ce fleuve servit de voie de communication et de commerce depuis la Préhistoire.
Les grandes plaines alluvionnaires du Rhône et de la Durance (16 mètres d’altitude moyenne) ont été et restent encore le témoignage du passé agricole de Barbentane. Avec une absence complète de cailloux, elles ont permis l'installation des hommes sur les contours de la Montagnette. Plaines, certes fertiles, mais ô combien sensibles aux inondations plus que fréquentes de ces cours d'eau aux éléments parfois furieux et toujours ravageurs.

#### Le vieux village
- Le vieux village a conservé de son enceinte fortifiée la porte Calendale et la porte Séquier. La Maison des Chevaliers, du XIIe siècle, possède une façade Renaissance composée d'une tourelle et de deux grandes arcades surmontées d'une galerie à colonnes. En face, l'église du XIIe siècle a été souvent remaniée. La tour Anglica, donjon du château féodal disparu, domine le village.
- La Grand-Rue était l’artère principale du village au XXe siècle. On y trouvait tous types de commerce : boulangeries, boucheries, marchands de chaussures, bazar, épicerie, etc. À 50 mètres et sur sa droite se trouve une des plus belles et plus anciennes maisons du village. Son toit à quatre pentes est terminé à chaque angle par une gargouille en pierre sculptée. Elle est surmontée d'un solarium. Toujours à main droite, dans l'impasse Matheron se trouvait un des nombreux puits de l'espace intra-muros. Il avait 42 mètres de profondeur avec une hauteur d’eau de 12 mètres. Cette rue offre une très belle vue sur la tour Anglica.
- La rue du Séquier date du Bas Moyen Âge ; elle possède quelques façades avec fenêtres à meneaux. Au début de la rue, à main gauche, on trouve dans une cour une ancienne tour.
- Le Cours est actuellement la place principale du village. Appelé au XVIIIe siècle « le jeu de balle », il doit son étymologie actuelle au verbe « se courser » (courir l’un derrière l’autre). Ombragée de magnifique platanes, il reste « la place » du village avec la mairie, la poste, les cafés, etc.
- La rue du Four, qui possède l’ancien four banal du village depuis au moins le XIVe siècle (cité le 9 novembre 1318 dans les archives du Vatican). C’est toujours une boulangerie (numéro 12).
- Le Planet est un quartier qui était la propriété de la lignée de Mondragon. Cette famille, incommodée par les détours faits pour monter le fourrage à leurs écuries, fit percer une nouvelle porte dans les remparts, la « Porte neuve ».
- La rue de la Croix-Rouge, dont le nom vient des anciennes confréries. On peut remarquer dès le début de cette rue, de nombreuses maisons avec courettes fermées avec des porches très esthétiques qui sont plus proches des mas que de maisons de villes. Elles étaient la propriété des Mondragon qui préféraient avoir des fermes dans le village à l’abri des inondations de la plaine.
- La rue Porte-Neuve est un quartier bourgeois du XIXe siècle aux façades typiques très stylées.
- La rue du Paty est une ancienne rue qui permettait de sortir du village par son côté ouest vers la Montagnette (endroit où l'on faisait paître les troupeau ou Pàti). La trouée de la route « du pont de Guyot » n’a été faite qu’au milieu du XIXe siècle. Il fallait donc pour sortir du village prendre le chemin de Canade et passer au ras de l’entrée des communs (avec leurs deux poivrières) du château de Barbentane.
- Les passages sous le Parc d’Andigné : c’est vers 1850 que le parc d'Andigné a été élaboré. Mais comme deux rues se trouvaient dans son enceinte, un compromis a été trouvé par le percement de deux passages souterrains. Le premier, de dimensions très modestes, presque entièrement creusé dans la roche, file vers l’ouest et le second axé nord/sud est plus important. Il est nommé « la Pousterle » et servait d’abri aux plus démunis au début du XXe siècle.
- La place du Séquier, où se trouve une maison troglodyte en haut du village. Comme ce quartier date du haut Moyen Âge, il a servi, de par sa rusticité, de premier habitat pour les immigrés qui, dès le milieu du XIXe siècle, sont venus s'installer dans le village. En effet, si depuis des temps très anciens les gavots venaient de façon périodique et temporaire faire les moissons, à partir de la construction de la ligne de chemin de fer c’est en vagues successives et selon les besoins de main-d’œuvre où des situations politiques que des hommes et des femmes des États voisins sont venus s'installer de façon plus ou moins durable dans le village. La récolte de la garance a utilisé pendant une période plus de 1 000 hommes du village et 600 immigrés. Lorsque cette culture disparut, la récolte des fruits et légumes qui la remplaça fut tout aussi utilisatrice de ces hommes et femmes. Ce quartier abritait, en particulier, les immigrés d’origine italienne.
- La rue de la Clastre : cette ruelle ne pouvait être emprunté que par des ânes. Près de son issue au nord, on peut admirer sur une façade à main droite les armoiries de la ville de Barbentane. À l'origine, ces armoiries ne comportaient qu’une tour ronde que l'on peut encore voir à l'angle de la maison des Consuls sur la place de l'église. François Ier, en février 1516, de retour de Marignan, fit d’abord une étape à Manosque. Dans cette ville, les habitants chargèrent la belle Honnorade (ou Peronne) de Voland de lui présenter les clefs de la ville. Comme le roi s'intéressa de trop près à la jouvencelle, celle-ci se vitriola le visage d'où le surnom de « Manosque la pudique ». Un ou deux jours après, ce même François Ier, qui allait fêter carnaval à Avignon, « passa une excellente nuit à Barbentane… ». En souvenir, il fit don de son emblème, la salamandre, à la cité. Les Barbentanais s'empressèrent de jumeler celle-ci à la tour, et surmontèrent le tout de la couronne royale (aujourd'hui, couronne murale).
- À main gauche, la maison des Templiers qui servit de cure pendant des années et qui a donné son nom à la rue (le Clastrum ou cour fermé).
- La rue Pujade est un nom ancien qui voulait dire en latin « donner de la peine ». Car, c’est par cette rue abrupte que les habitantes de la cité allaient chercher l’eau à la source au quartier bien nommé de « la Fontaine » grâce à une poterne qui perçait les remparts.

On peut toujours s’apercevoir que les soubassements des maisons sont directement posés sur le rocher et celui-ci est même creusé pour former les caves.

#### Le château

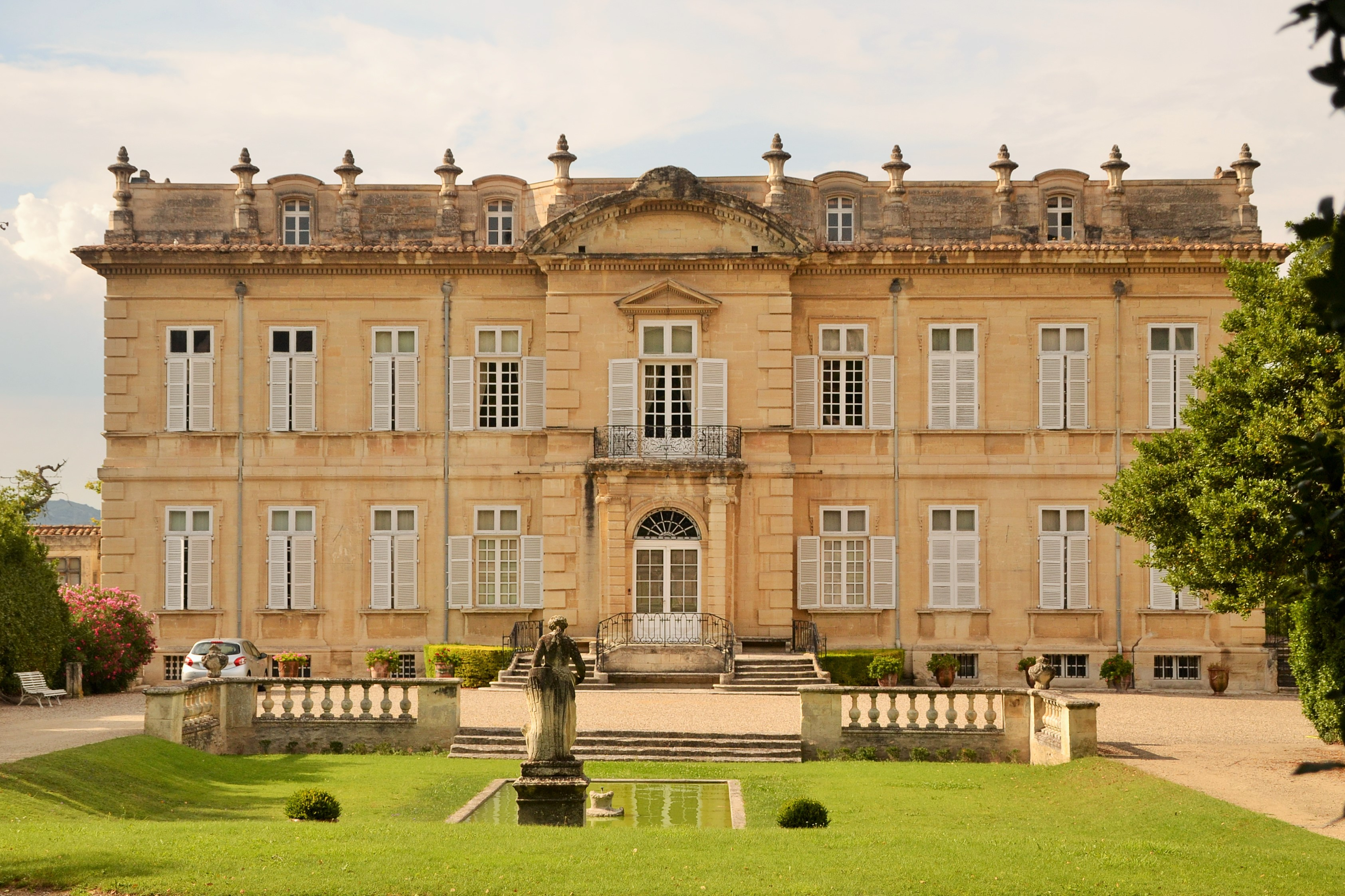
Le château de Barbentane, façade sud.

Le château de Barbentane, dit « le Petit Trianon de la Provence », fut bâti en 1674 par Paul-François Ier du Puget, co-seigneur de Barbentane. Pierre-Mignard II en fut l’architecte. Il est remodelé par Paul-François II, fils du précédent, en 1741 (voûtes plates et surbaissées qui illustrent sa gloire). L'intérieur est embelli au XVIIIe siècle par Joseph Pierre Balthazar de Puget, co-seigneur de Barbentane, fils de Paul-François II, ambassadeur de Louis XV de France en Toscane, à l'âge de 20 ans. Il fut sauvegardé pendant la Révolution car Hilarion Paul de Puget, co-seigneur de Barbentane, ancien officier du roi, accepta de devenir général de la République.
De par sa construction, il est à l'origine des premiers faubourgs du village. Du perron de sa façade sud, il offre une vue remarque sur la tour de Barbentane, le village et la Montagnette. Il est classé monument historique en 1949 ; son parc sur une terrasse, du début du XVIIIe siècle, est lui aussi classé.

#### Les fortifications
Les remparts, ou Bàrri, sont construits au IXe siècle. Percés historiquement de deux portes, au nord la porte Calendrale ou Sarrasine et au sud la porte du Séquier. Percés aussi de deux poternes, à l'ouest la poterne Pujade et à l'est la poterne Pousterle. Ils furent embellis et rehaussés au XIVe siècle en même temps que la construction de la tour Anglica. Leurs particularités de « remparts creux » a fait que dès qu'a cessé leur utilisation militaire, ils se sont immédiatement transformés en maisons d'habitation. Ils restent très visibles encore aujourd’hui.
La porte Calendale ou Sarrasine est construite au IXe siècle en même temps que les premiers remparts. Elle fut reconstruite et certainement rehaussée au XIVe. En 1660, il y a eu un essai de maison commune, ce fut un échec malgré la destruction de la tour supérieure. Ses herses, de style sarrasin, étaient fermées par le capitaine de la ville en cas de danger et lui ont donné son autre nom de « porte Sarrasine ». L’ensemble des herses a été vendu au début du XVIIIe siècle à un maréchal-ferrant de Tarascon et elle a failli être entièrement démolie à cette même époque. Récemment rénovée, elle est le plus beau passage pour accéder au village médiéval.
La porte du Séquier date du IXe siècle. Porte sud des anciens remparts, elle possédait le blason de Barbentane qui fut martelé à la Révolution. Elle a été restaurée récemment. À l'origine, c'est dans cet espace que l'on séchait les divers légumes ou fruits avant de les entreposer, d'où son nom.
À l'ouest et au-dessus de l'Hospice, se trouve la tour Caradone qui est encore visible sur la partie ouest du village, offre une vue remarque des étapes de la construction des remparts barbentanais, avec un premier étage de construction en petit appareillage suivi d’un rehaussement en gros appareillage datant du XIVe. Un troisième étage en briques rouges y a été ajouté par un astronome amateur.

#### Tour Anglica
La tour Anglica se trouve sur l’emplacement probable d’un oppidum. Un château y fut construit par l'évêque d’Arles (898). La tour elle-même fut bâtie en seulement deux ans (1364-1365) par Anglic de Grimoard (frère du pape Urbain V), elle était la propriété du fief de Barbentane. Elle servait de défense avancée pour la cité papale d’Avignon. Cette tour a 28 mètres de haut et 10 mètres de côté. Elle se termine par une tourelle ronde, ou Tourillon, surmontée d'un pavillon avec pour devise « Più forte nell' aversità » (« Plus fort dans l'adversité ») et les armoiries papales (tiare, plumet, clés). Elle est classée monument historique sous le nom de tour du Cardinal-Grimaldi (du nom du cardinal-archevêque d'Aix de 1648 à 1685).
Frédéric Mistral l'a chantée dans son poème Lis Isclo d'Or en 1876, ce qui lui valut le prix Nobel de littérature en 1904 (avec José de Echegaray, écrivain basque espagnol). Elle a servi d’observatoire à Cassini qui était chargé par le roi Louis XV de cartographier la France au milieu du XVIIIe siècle.
La légende veut qu'il existe un souterrain qui irait de cette tour au palais des papes. Il recèlerait un des trésors du Vatican, et les Allemands y ont entrepris des fouilles durant les années 1943-1944. Elle est située dans le parc privé du château d'Andigné, et reste le symbole des Barbentanais.
Il y a un puits, dit « puits du Seigneur ». Il alimentait en eau la tour Anglica et l'avoisinait sur l'arête qui supporte la tour. Marius Girard, félibre de Saint-Rémy, lui a consacré un beau poème Le Puits du Seigneur.

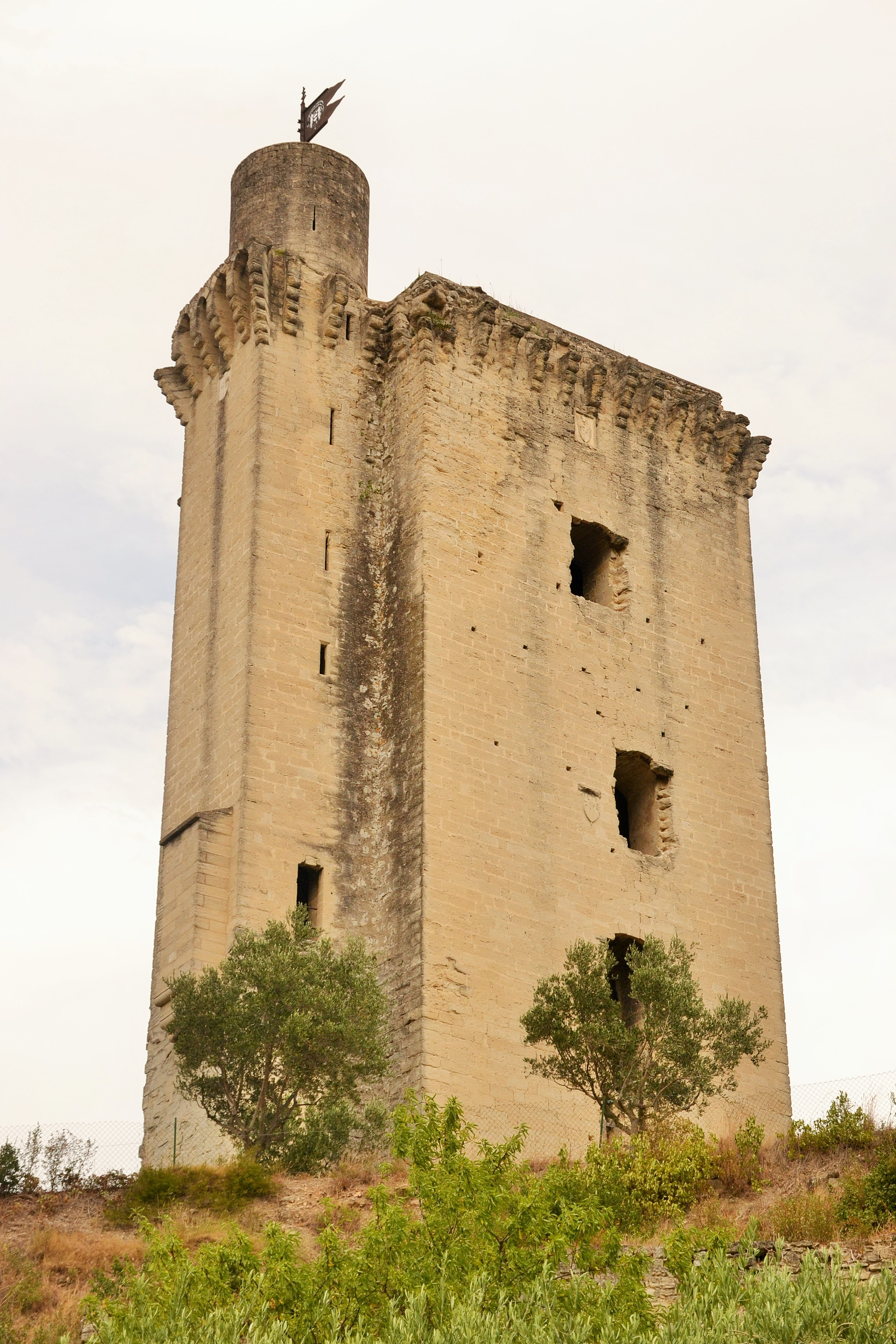
La tour Anglica.
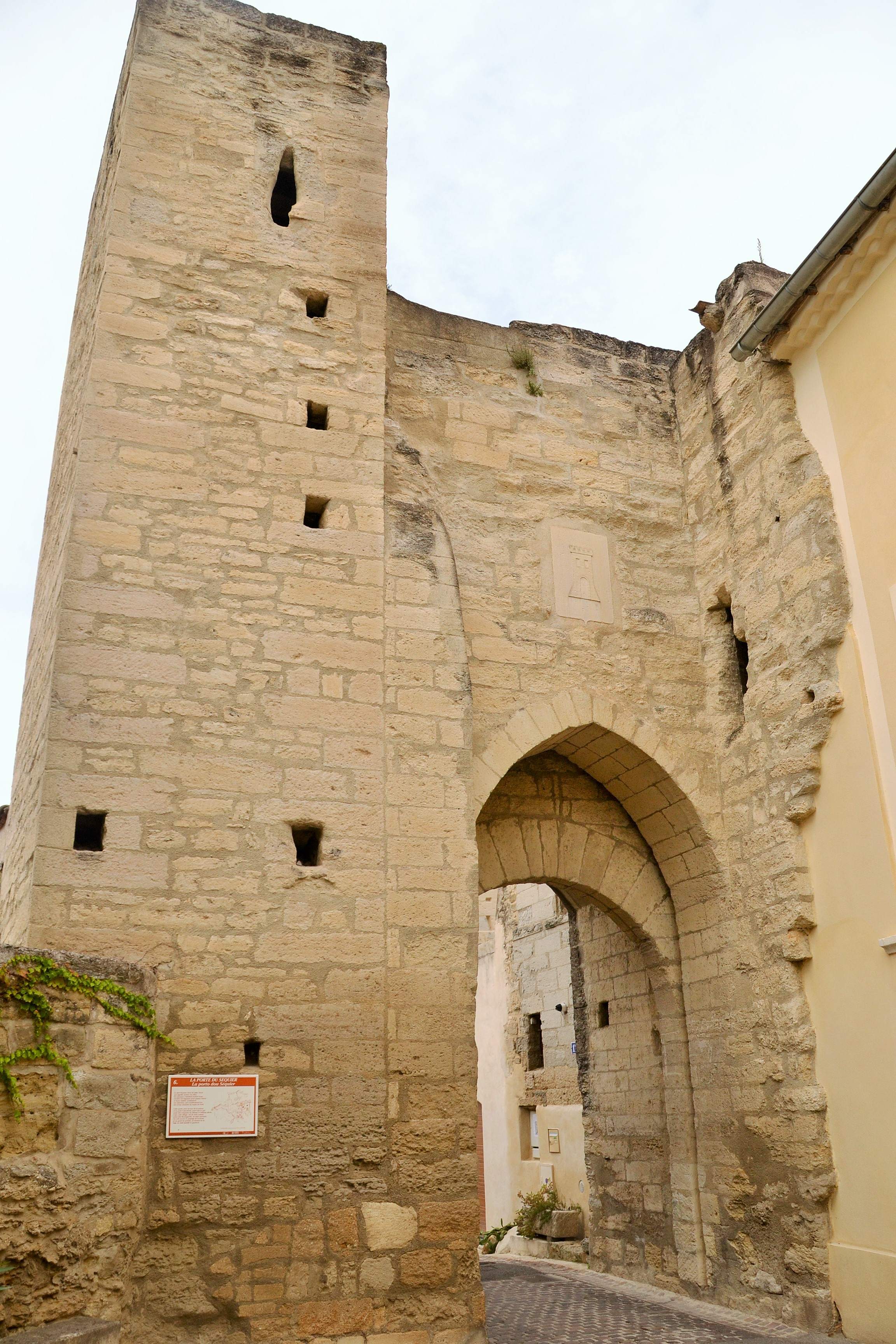
La porte du Séquier
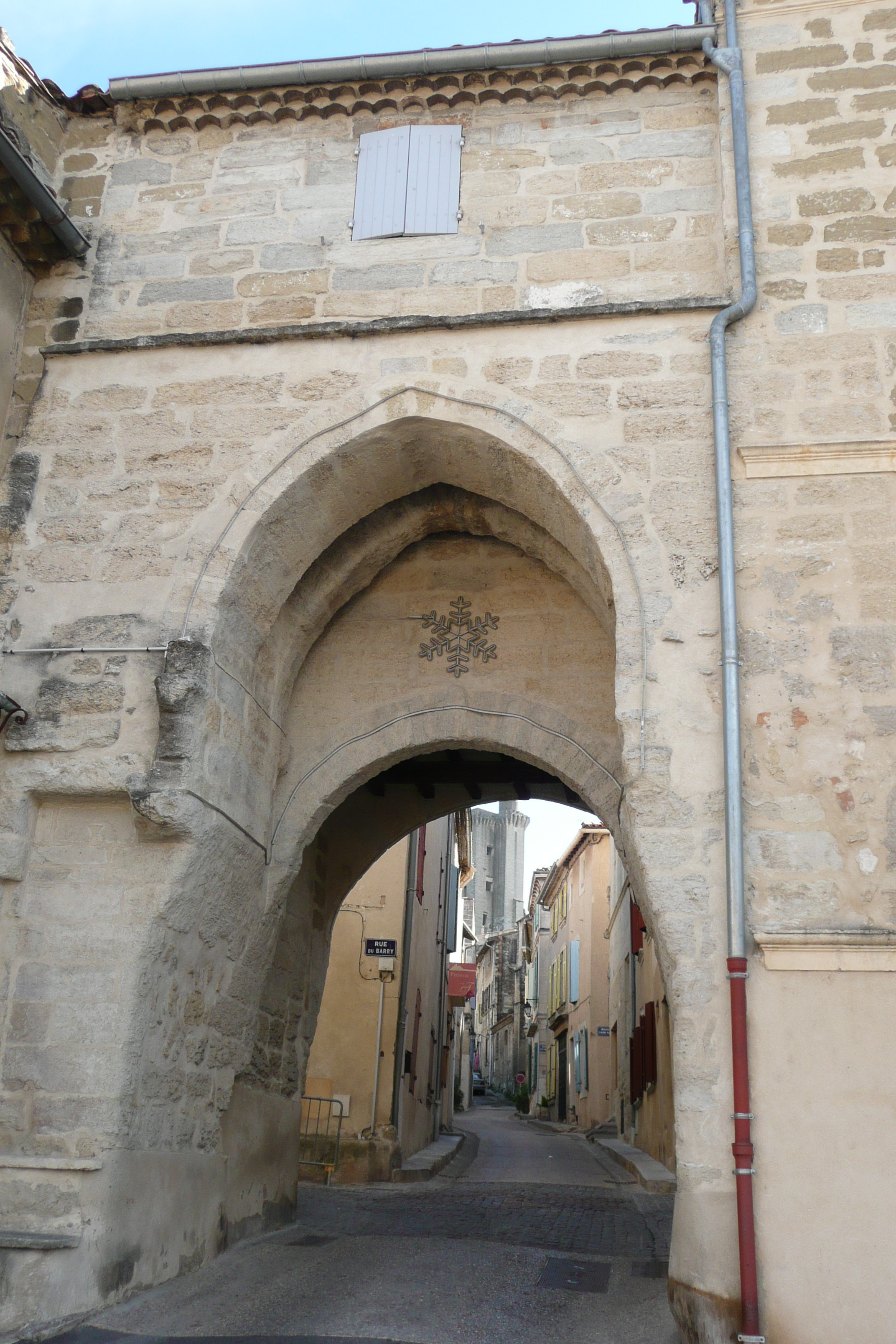
La porte Calendrale.

#### Divers
La Coquille est un élément architectural assez rare, mais nous ne possédons aucune information sur sa construction et encore moins son origine.[précision nécessaire]
Le château d'Andigné est de construction récente (1850 environ). Il possède deux tours carrées donnant sur une cour d'honneur. À l'origine, il était la demeure du marquis de Robin de Barbentane. Son histoire est très peu connue et il est probable que ses soubassements soient  très anciens. Sur sa façade est incorporé le dessus d’un sarcophage romain (IIe ou IIIe siècle) trouvé lors de la construction de la ligne de chemin de fer du PLM aux alentours de 1840. Cette incrustation paléochrétienne représenterait le « banquet de l’immortalité » ou bien le « taurobole », le sacrifice du taureau.
Un très beau parc ombragé par des cèdres plus que centenaires et remplis de toutes les essences de la forêt méditerranéenne monte jusqu'à une chapelle du XIXe siècle. Il a la particularité de renfermer une crypte servant de tombeau à la famille d'Andigné, descendants des marquis Robin de Barbentane.
La maison des Consuls est au nord de la place de l’église… (voir le livre de Denis Martin, Chronique communale de Barbentane au XVIIe siècle 1690-1790).
L'église Notre-Dame-des-Grâces et le clocher, probablement située sur l'emplacement d'un édifice plus ancien (temple romain, chapelle ?). C'est, à l'origine, une église romane plein cintre du XIIe siècle sur les deux premières travées. Elle fut agrandie une première fois à l'époque du cardinal Grimoard, frère du pape Urbain V au XIVe par l'ajout de deux travées gothiques et d’une abside en 1324. L'édifice a été classé au titre des monuments historiques en 1921. Différentes chapelles lui ont été ajoutées :
- au XVe siècle, la chapelle Sainte-Croix ;
- au XVIe siècle la chapelle Neuve ;
- au XVIIe siècle, la chapelle Mondragon ;
- au XIXe siècle, la chapelle du Midi (1867) en style néo-gothique par l'architecte marseillais Caramagnole. Le porche en forme de manteau de cheminée pour les réunions date du XVe, il est classé monument historique ainsi que le clocher en 1921[28].

Le clocher fut élevé sur la chapelle Sainte-Croix entre 1486 et 1492. Il est haut de 21 mètres et il est surmonté d'une flèche de 7 mètres détruite à coups de boulets sous la Révolution française en 1794. Toutes ses cloches, sauf une, furent expédiées à Marseille pour « fabriquer des armes contre les ennemis de la Nation ». Cette flèche a été reconstruite en 1983.
La maison des Chevaliers de Malte est une ancienne maison du XIIe siècle (1133), appartenant au marquis de Barbentane. Les arcades du rez-de-chaussée et les colonnettes du 1er étage date du XVIe siècle. L'ensemble a été restauré en 2000. L'aile nord servit de mairie de 1670 à 1888. C’est la plus belle maison du village. Sa tour d’angle et l'escalier qu'elle contient, datant du Moyen Âge, sont inscrits à l'inventaire supplémentaires des monuments historiques en 1999.
Le puits de la place ou Grand puits existait déjà en 1370. Entièrement taillé dans le roc, il a 36 mètres de profondeur et 6 mètres de profondeur d’eau. Il servait pour l'alimentation en eau de tout le haut du village.
L'Hôtel-Dieu, probablement construit au XIVe siècle. Il s’appelait en 1407 « Hôpital des Pauvres du Christ de Barbentane ». Il fut agrandi au XVIe siècle et rebaptisé Hôtel-Dieu, sous l’invocation de l’archange Raphaël. Il possède une chapelle construite en 1732. Transformé dernièrement en maison de retraite municipale « La Raphaële », il est encore en activité.
La prison est construite dans l'épaisseur des anciens remparts, elle a été restaurée très récemment. C’est une simple salle au sol taillé dans le roc.
L'hôtel des barons de Chabert est une maison de style Louis XIII, bâtie au début du XVIIe siècle. Ce bâtiment est le siège de la mairie depuis 1888. Son intérieur est visitable lors des journées du patrimoine. Il possède une statue de la Vierge en pierre. Son beffroi en fer forgé supporte la cloche de l’horloge qui pèse 250 kg. Louis XIV, enfant, y aurait séjourné une nuit.

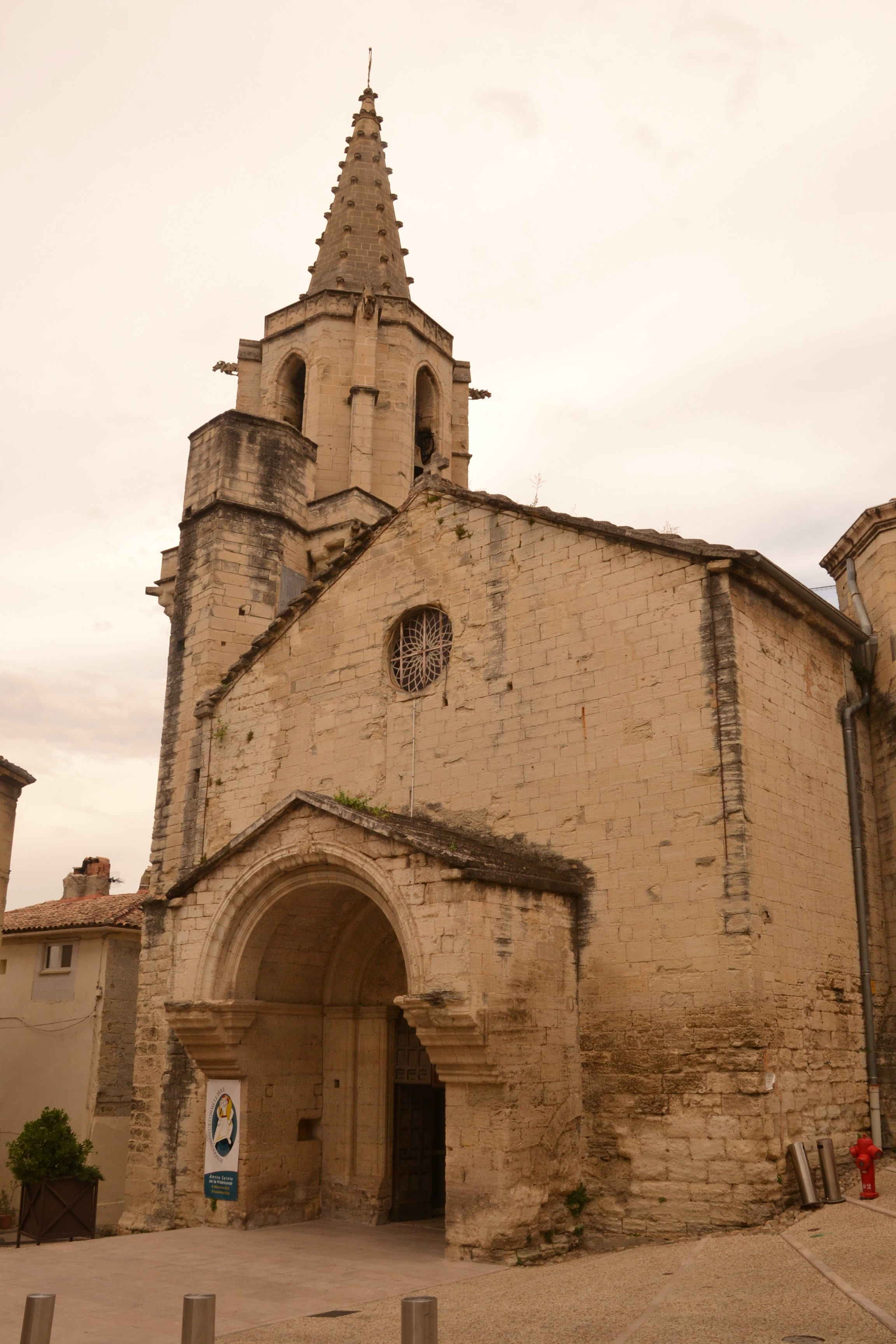
L'église Notre-Dame-des-Grâces.
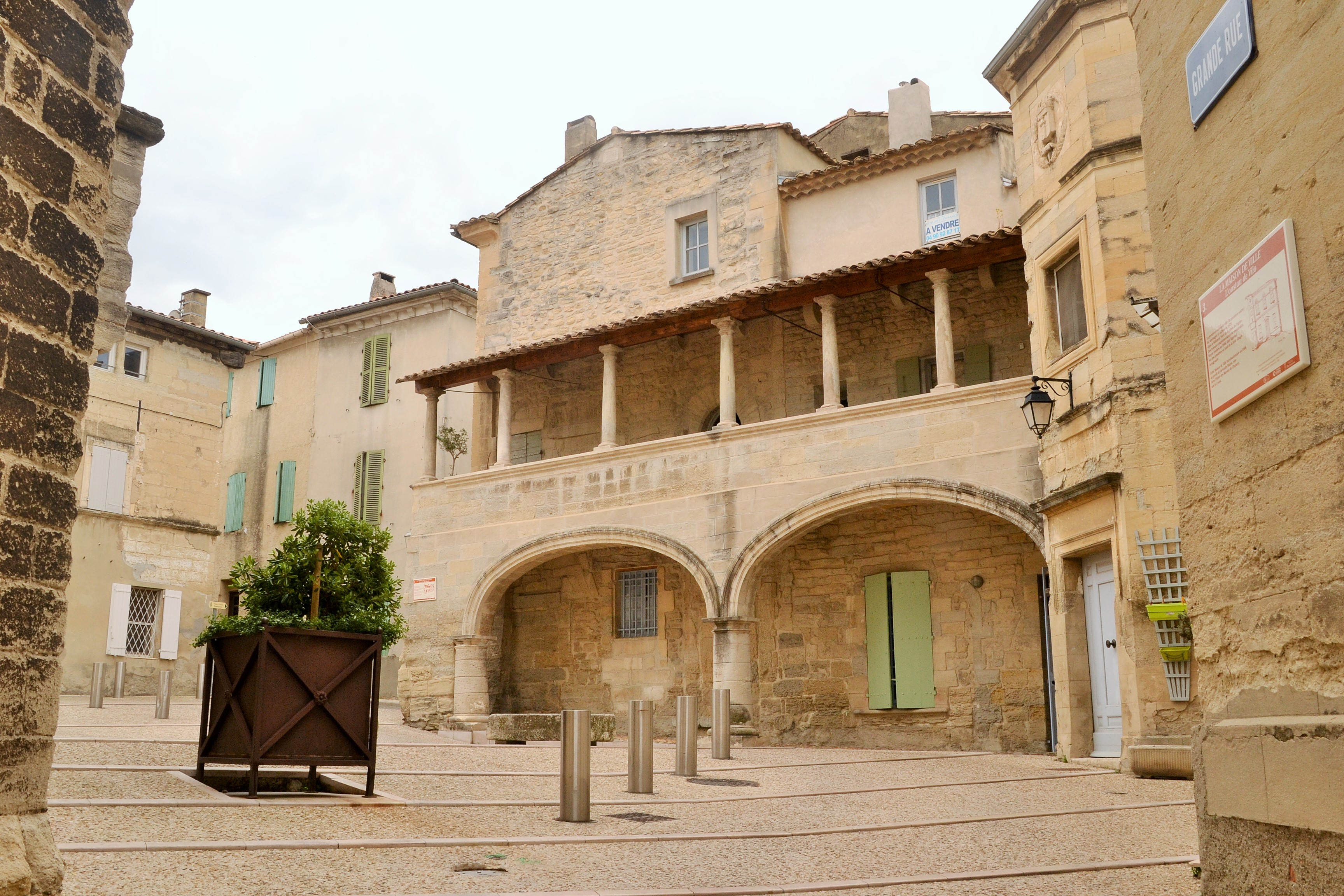
La Maison des Chevaliers.
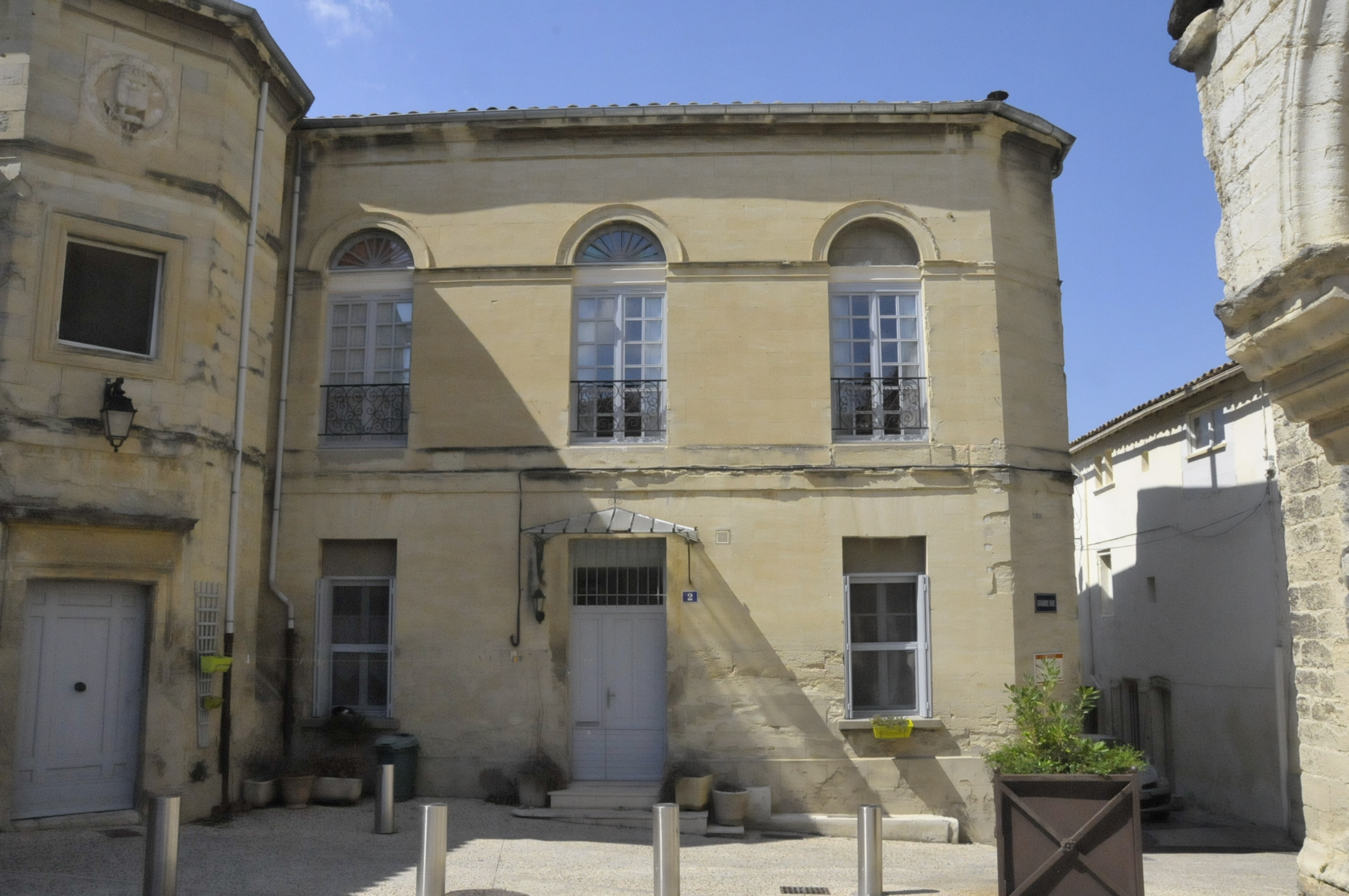
La Maison de Ville (ancienne mairie).
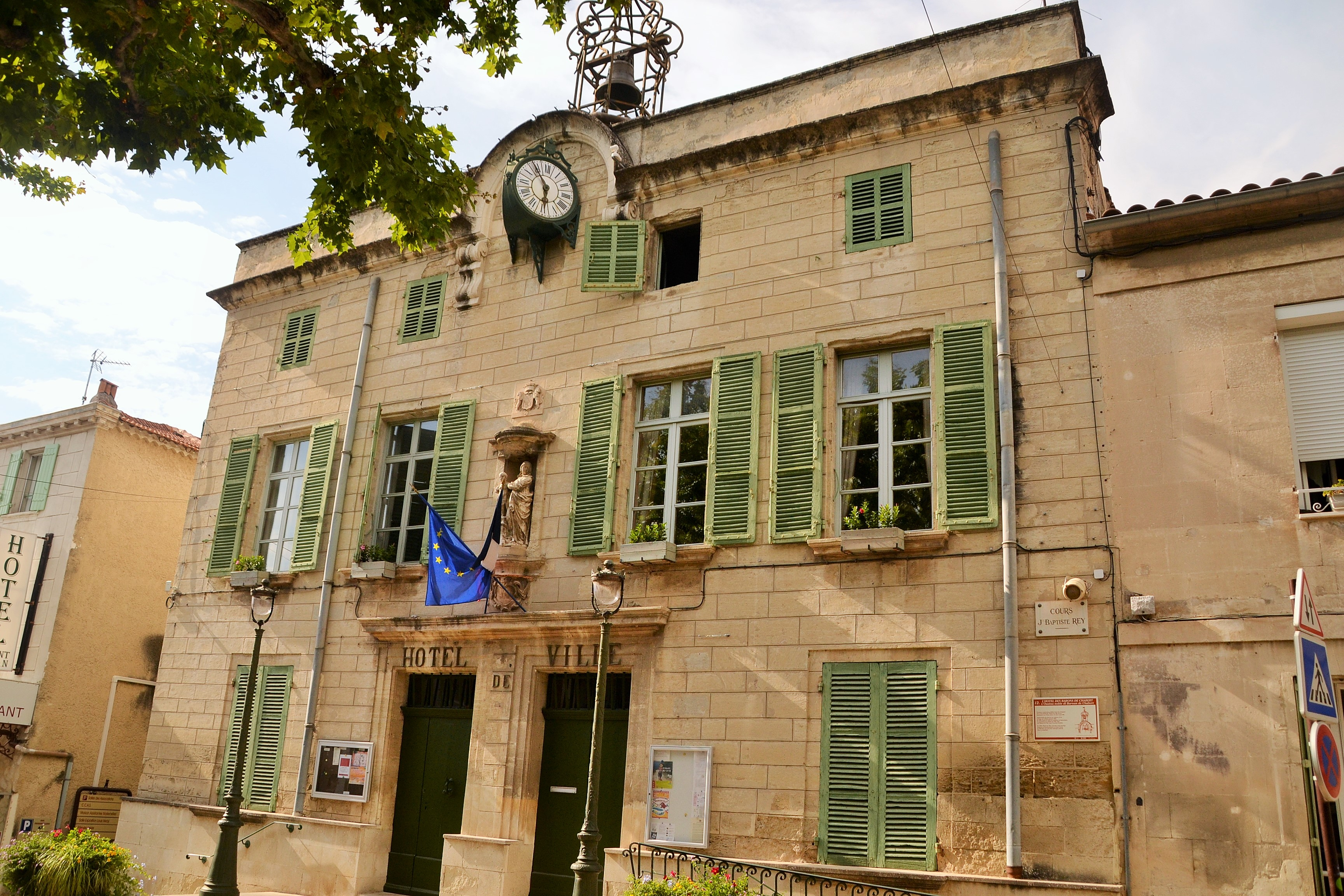
L'hôtel de ville (ancien hôtel des barons de Chabert).

### Films tournés à Barbentane
- Le village a servi de lieu de tournage pour plusieurs scènes du film des Charlots, Les Fous du stade, sorti en 1972.